# Реальный театр
«Реа́льный теа́тр» — всероссийский фестиваль, учрежденный Екатеринбургским театром юного зрителя в 1990 году. Проходит раз в два года в Екатеринбурге. Основатель и художественный руководитель — Олег Лоевский. За время своего существования «Реальный театр» заслужил репутацию одного из самых серьёзных и интересных российских театральных фестивалей.

## История становления
Первый фестиваль в 1990 году прошел в статусе регионального, собрав в Екатеринбурге театры для детей и юношества Урала и Сибири. Начался с празднования 60-летия Свердловского ТЮЗа. Впервые о Свердловске заговорили, как о городе, который может организовать фестиваль. Зарубежные гости фестиваля стали первыми иностранцами «открытого» Свердловска. Об этом Олег Лоевский сказал в одном интервью: «Недавно исчезла Берлинская стена, а вот те люди, которые спокойно перешли через развалины и появились в нашем городе». Среди зарубежных первопроходцев были: генеральный секретарь АССИТЕЖ — спустя год — Майкл Рамблезе (Дания); генеральный секретарь немецкого центра АССИТЕЖ — также спустя год — Юрген Флюгге (Германия); Рациано Милано (Италия); Луис Матилья (Испания) и другие. С тех пор продюсеры и представители международных театральных фестивалей являются постоянными гостями фестиваля.
Второй фестиваль в 1992 году прошел под названием «От Шекспира до Чехова» и показал возможность театров для детей и молодежи серьёзно ставить классику.
В 1994 году фестиваль прошел в статусе Всероссийского и впервые под названием «Реальный театр».
Учредителями фестиваля являются Министерство культуры России, Министерство культуры Свердловской области, Управление культуры Администрации города Екатеринбурга, Союз театральных деятелей России, Екатеринбургский театр юного зрителя.

## Название фестиваля
Название «Реальный театр» приснилось его директору Олегу Лоевскому во сне, а наяву оказалось весьма точным. С одной стороны, это название заключает реалистическую направленность, одну из особенностей российского театра. С другой стороны, как нельзя емко определяет суть фестиваля — представление реальной картины современной театральной действительности.
«Реальный театр» ставит своей сверхзадачей представить наиболее полную и реальную картину современного театра, обнаружить новые тенденции, как эстетические, так и тематические, и помочь художникам, режиссёрам, артистам и заинтересованным зрителям эти тенденции осознать для дальнейшего развития театрального искусства.

## Фестивальный логотип
Её автором является заслуженный художник России Анатолий Алексеевич Шубин. Она очень нравится директору «Реального театра», Олегу Лоевскому, который истолковывает её следующим образом: «Она и театральная, и игровая. Реальный театр складывается из лица и изнанки. Каждая декорация, которая так красиво выглядит на сцене, имеет свою обратную сторону, которая, может, не так презентабельно выглядит, но очень многое говорит театральному человеку».

## Особенности фестиваля
За историю фестиваля «Реальный театр» были опробованы разные методы его организации, в том числе и участие экспертов. В итоге всю ответственность по выбору участников взял на себя основатель и арт-директор фестиваля Олег Лоевский. Именно он единолично формирует фестивальную программу и является модератором фестивальных обсуждений.
Театральная критика — важная и неотъемлемая часть фестиваля. Открытые дискуссии с участием ведущих театральных критиков и театральных практиков по накалу страстей, непростой драматургии взаимоотношений и серьёзному профессиональному разговору не уступают интенсивности фестивальной программы. В разные годы в работе «Реального театра» принимали участие Зиновий Корогодский, Виктор Калиш, Александр Соколянский, Леонид Попов, Марина Зайонц, Марина Тимашева, Елена Маркова, Лев Закс, Екатерина Дмитриевская, Роман Должанский, Марина Давыдова, Марина Дмитревская, Галина Брандт, Елена Маркова, Евгения Тропп, Татьяна Тихоновец, Павел Руднев, Александр Вислов, Дина Годер, Валерий Семеновский, Владимир Спешков, Нияз Игламов, Екатерина Кострикова, Алёна Солнцева, Ольга Федянина, Александр Плотников и другие.
Также традиционно в фестивальных обсуждениях принимают участие студенты театроведческого факультета Российского государственного института сценических искусств из Санкт-Петербурга и Российского института театрального искусства из Москвы.
В программе «Реального театра» театральная молодежь всегда существует на равных с известными театрами и режиссёрами. В 1997 году одним из самых ярких спектаклей фестиваля стал «В ожидании Годо», дипломная работа Юрия Бутусова, в котором главные роли сыграли вчерашние выпускники Петербургской театральной академии Михаил Пореченков, Константин Хабенский и Михаил Трухин. В том же году выпускной актёрский курс Алексея Бородина из РАТИ-ГИТИС представил спектакль «Дневник Анны Франк» с Чулпан Хаматовой в главной роли. В 2005 году только что появившийся театр — «Студия театрального искусства» под руководством Сергея Женовача — представил на «Реальном театре» спектакль «Marienbad» в постановке Евгения Каменьковича. В 2011 году на фестивале два спектакля («Старший сын» и «Идиот. Возвращение») представил Театр «Мастерская», созданный годом ранее из выпускников курса Григория Козлова в СПГАТИ. В тот же год выпускной курс Романа Кудашева, который образовал молодёжную студию БТК представит на фестивале спектакль-концерт «Башлачев. Человек поющий». В 2017 году Мастерская Брусникина и Школа-студия МХАТ представили на "Реальном фестивале спектакль «Транссиб»
С «Реального театра» в Екатеринбурге начинались новые театральные инициативы. В 2001 году в рамках фестиваля впервые прошел семинар по современной французской драматургии с участием профессора Новой Сорбонны Жозефа Данана. После чего под эгидой «Реального театра» на базе Екатеринбургского театра юного зрителя стали регулярно проводиться Семинары по современной европейской драматургии, а с 2002 года появился новый проект — Всероссийская мастерская «Молодая режиссура и профессиональный театр». С этого времени лабораторное движение огнем разошлось по театральной России.
С 1994 года в «Реальном театре» принимают участие зарубежные театры. Первыми стал «Дом на Амстеле» (Голландия), затем Компания Маркуса Зонера (Швейцария). Также в рамках «Реального театра» свои спектакли представляли «Greune Sosse» и «Comedia Colonia» из Германии, Театр Буфф дю Нор и Театр дю Нор из Франции и другие.

## «Реальные» сапоги
Одна из первых традиций «Реального театра», которая возникла со дня его основания — в день открытия фестиваля его директор Олег Лоевский ходит в хромовых сапогах. Подобным образом Олег Семенович борется с капризами уральской погоды. В 1990 году, накануне открытия первого фестиваля, выпал снег. Лоевский собирался ехать в аэропорт встречать гостей. Но пока он добрался до ТЮЗа — промок до нитки. Его спасла актриса Надежда Озерова, которая как сменную обувь вручила директору фестиваля хромовые сапоги своего отца, бывшего военного. Вмиг небо прояснилось, установилась прекрасная погода. С тех пор весь первый день каждого фестиваля Лоевский встречает гостей «Реального театра» в тех самых исторических сапогах.

## Отзывы
«Екатеринбургский „Реальный театр“ сравнивают с „Золотой Маской“, называя то её провинциальной версией, то „лонг-листом“. По существу это, конечно, не так: проходящий раз в два года „Реальный театр“ старше „Маски“ (он существует с 1990 года), и к тому же он не „экспертный“, а авторский. Как на большинстве солидных европейских фестивалей, его афишу целиком формирует один человек — директор и идеолог Олег Лоевский. И если, колеся по стране, Лоевский собирает такую программу, что чуть ли не половина её оказывается через полгода на смотре лучших спектаклей России, то это много говорит о вкусе и опыте отборщика, стоящего целого экспертного совета. Фестивальные залы всегда полны, но при этом „Реальный театр“ позиционирует себя прежде всего как профессиональный смотр, ориентированный на обмен идеями и новые контакты. В обязательной программе по три-четыре спектакля в день, перемежающихся обсуждениями критиков, и к концу фестиваля у его участников уже голова идет кругом от впечатлений».
«Здесь нет экспертов, жюри, призов, здесь просто так раздают художественные идеи и обсуждают их отсутствие, здесь круглосуточное общение фестивального народа связано с бескорыстным интересом друг к другу и театральному процессу… Олег Лоевский всегда отбирает только то, что подлежит профессиональному обсуждению, вкрапляя в программу провокационные работы студентов, студий… Когда-то фестиваль шумно обсуждал неизвестных братьев Пресняковых, молодого режиссёра Праудина. Целый год Олег Лоевский „объезжает дозором“ необъятные просторы России, чтобы потом сказать: „Реальный театр“ ищет те спектакли, где есть ростки нового взгляда и на жизнь, и на действительность, и на театр, и на время. Потому что театр занимается временем. Он сегодня здесь и сейчас. Вот это мне ужасно интересно».
«Реальный — это не коллекция перфекциониста, не дубликат „Золотой Маски“, а скорее мозаичная картина нашего противоречивого, далекого от совершенства театрального бытия».
«Пожалуй, это один из немногих театральных марафонов, поддающийся анализу как единое целое, как большая пьеса „Реальный“. Ведь собирает фестиваль не дистиллированные и отполированные московско-питерские победительные постановки, а другие „лучшие спектакли“ России вне трендов и модных течений. Олег Лоевский каждый раз сочиняет, составляет из разноимённых элементов свою театральную реальность: умышленную, сконструированную и, тем не менее, более реальную, чем та, в которой замкнуто живут отдельные „культурные“ и „театральные“ столицы».
«Несмотря на „подростковый“ порядковый номер, „Реальный театр“ остается старейшим из действующих театральных фестивалей в России: многие из его сверстников, родившихся в конце 1980-х — начале 1990-х, по разным причинам почили, а более богатые и знаменитые столичные фестивали моложе этого, появившегося по инициативе местного ТЮЗа в полуголодном позднесоветском Свердловске. Между тем и в столичных профессиональных кругах у „Реального театра“ репутация очень хорошая — прежде всего, как у профессионального форума, который неизменно открывает новые имена и на котором ведут содержательный разговор о современном театре, а о „подарках“ демократическим кругам публики думают не в первую и даже не во вторую очередь. Наград здесь нет, зато по унаследованной от тех же советских времен практике критики после спектаклей устраивают долгие обсуждения».

## Фестивальная хроника

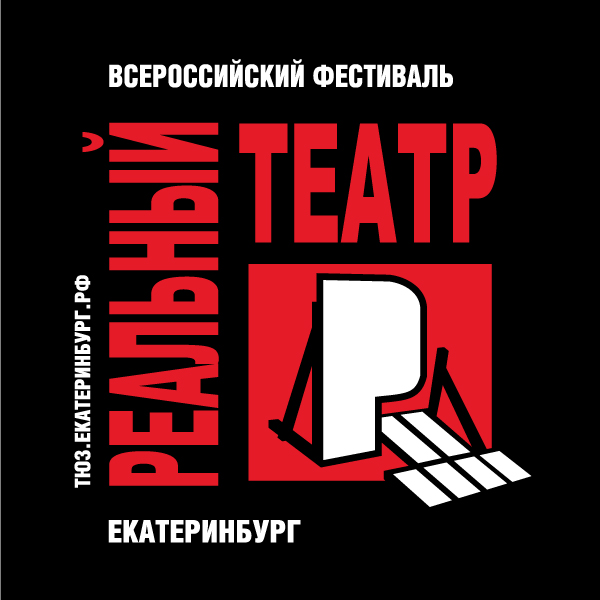
Логотип фестиваля "Реальный театр"
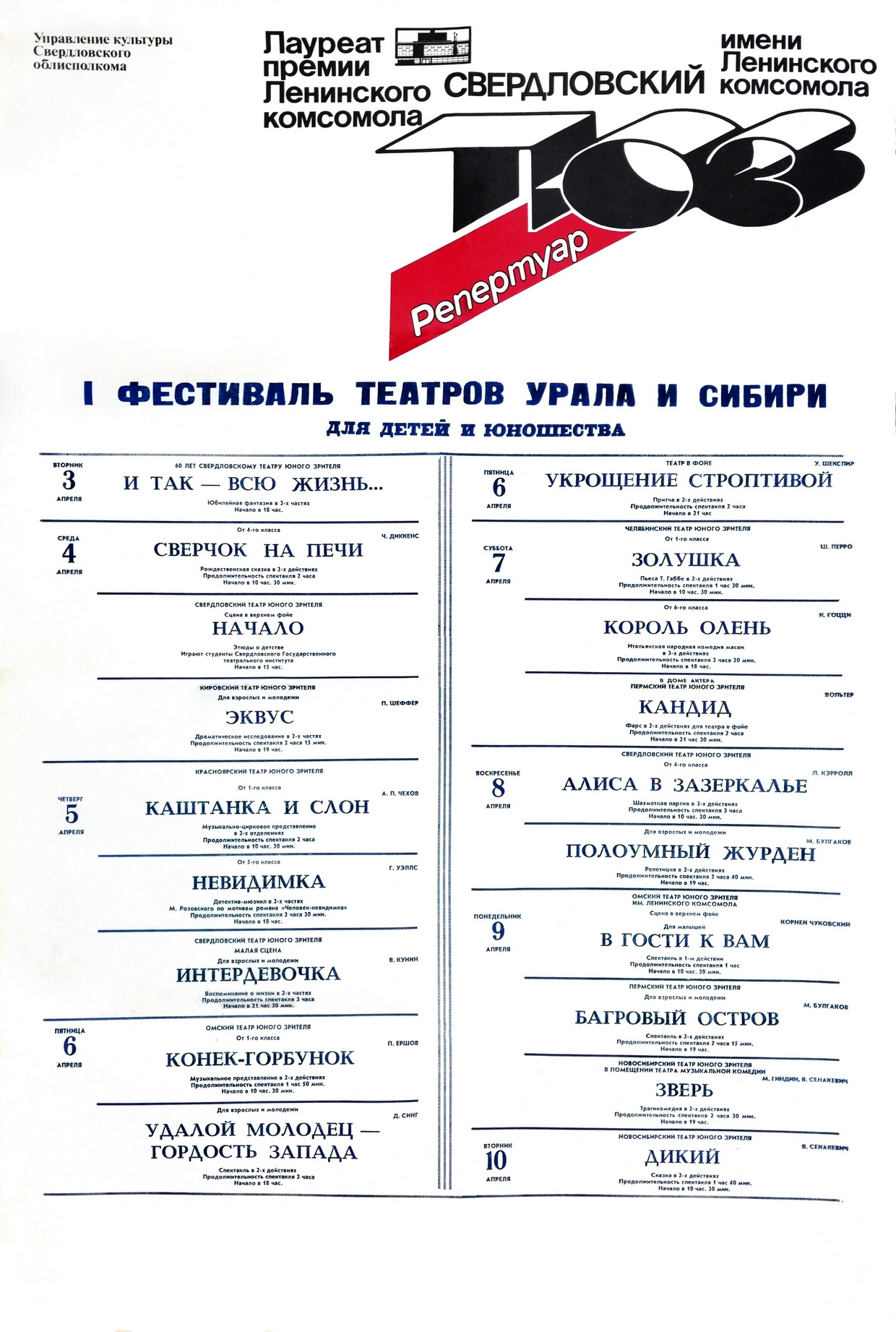
Афиша I фестиваля театров Урала и Сибири, 1990 год
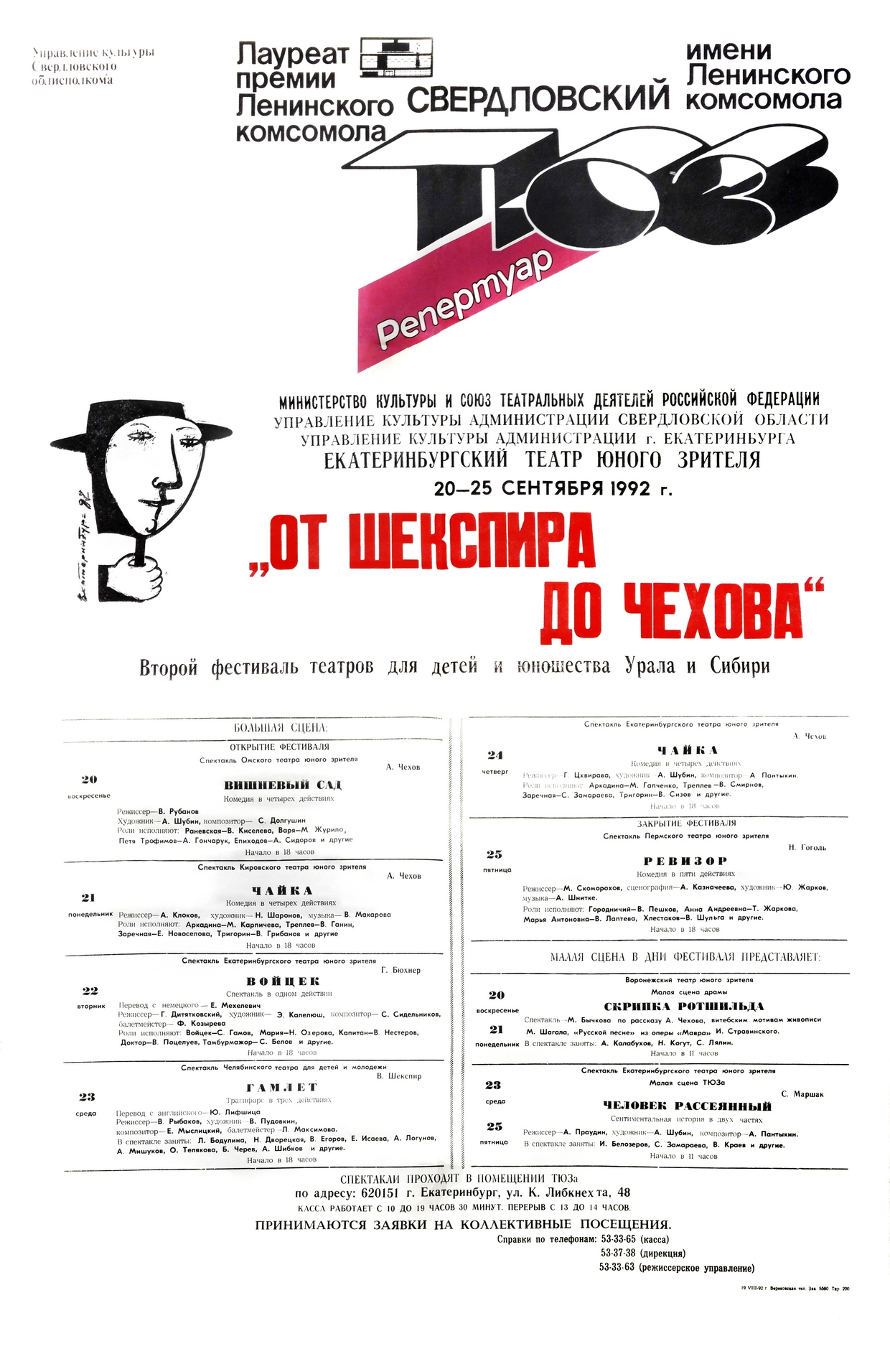
Афиша II Всероссийского фестиваля театров для детей и юношества Урала и Сибири
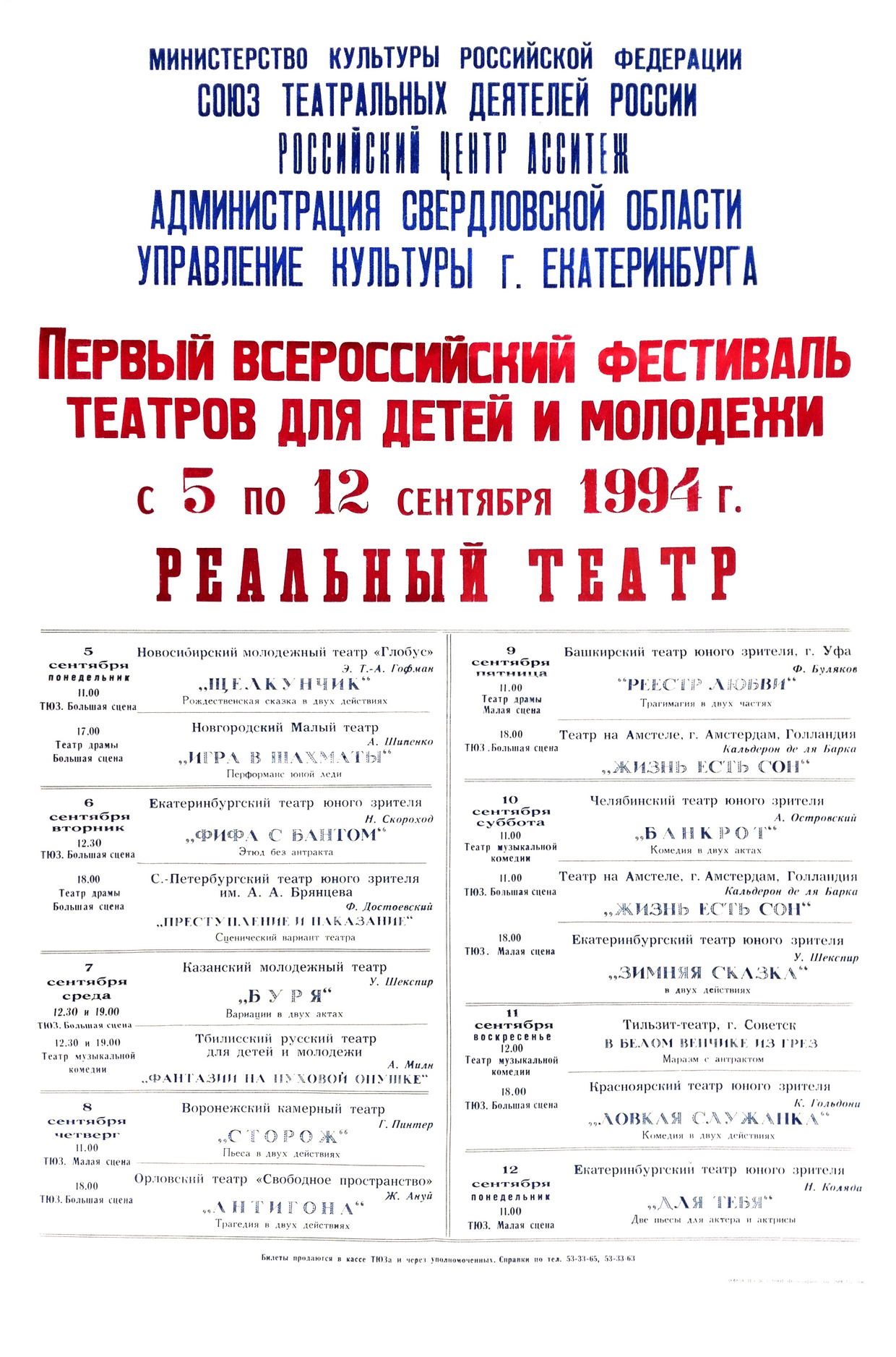
Афиша III фестиваля "Реальный театр", 1994 год
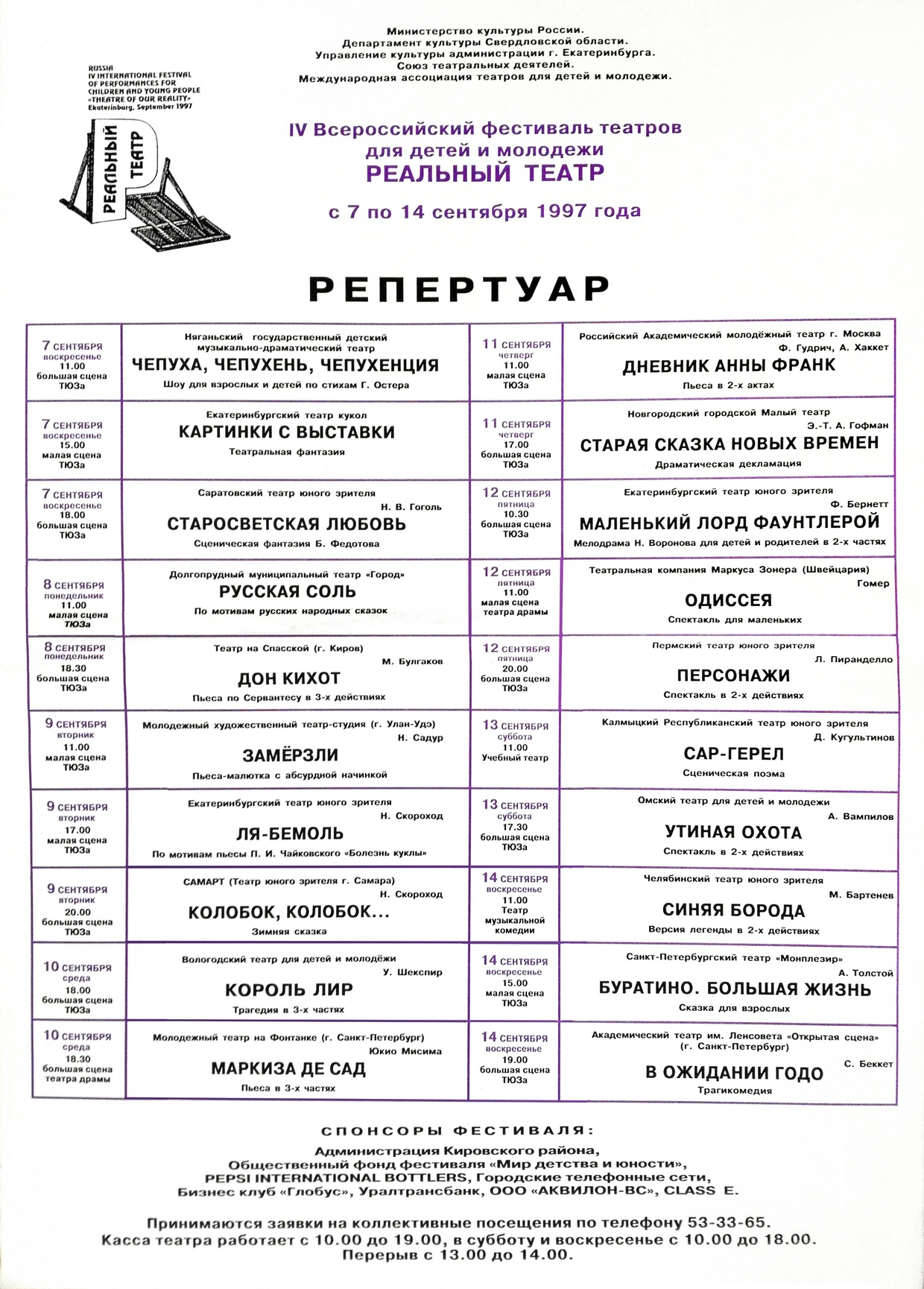
Афиша IV Всероссийского фестиваля "Реальный театр", 1997 год
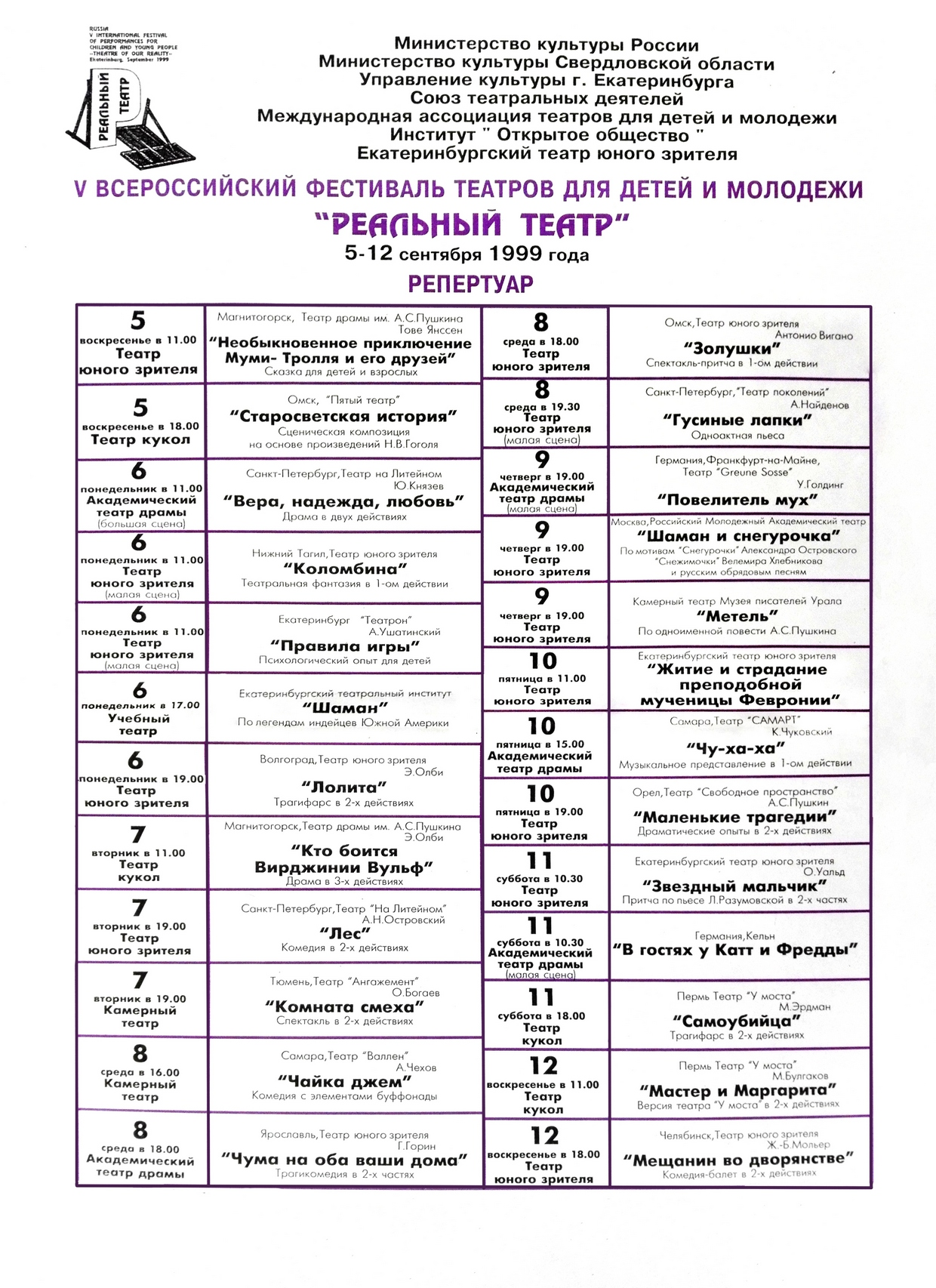
Афиша V Всероссийского фестиваля "Реальный театр", 1999 год
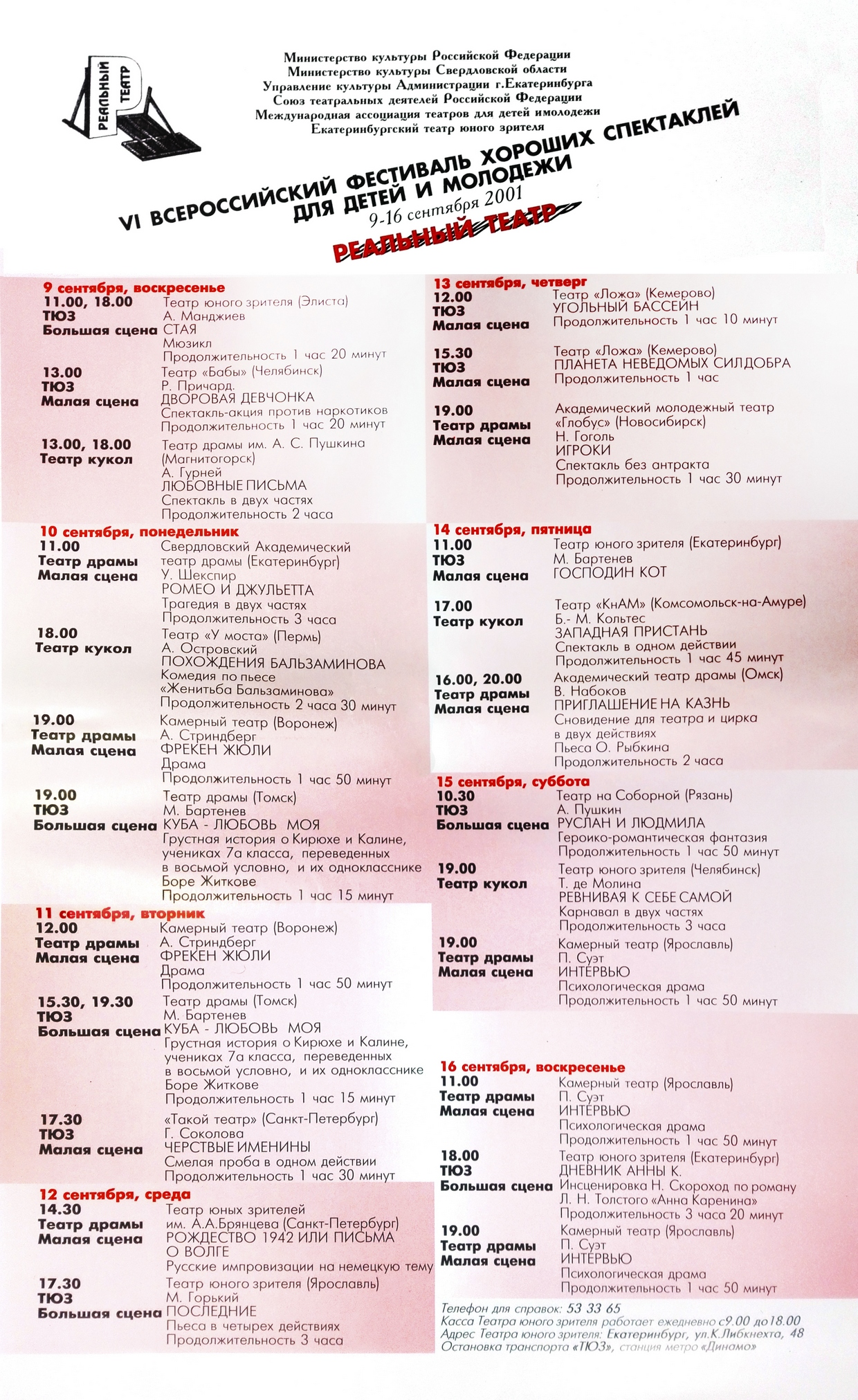
Афиша VI Всероссийского фестиваля "Реальный театр", 2001 год
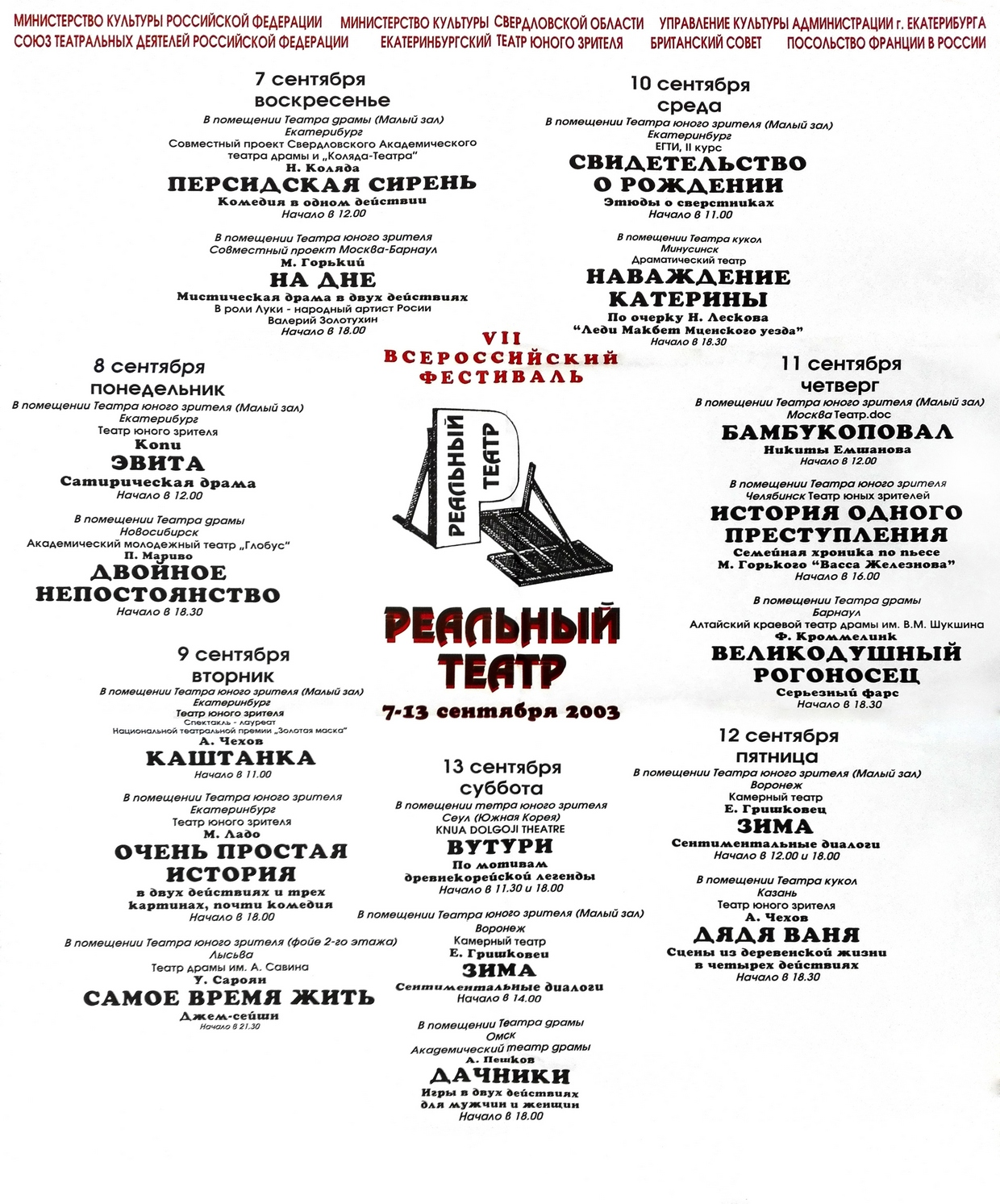
Афиша VII Всероссийского фестиваля "Реальный театр", 2003 год
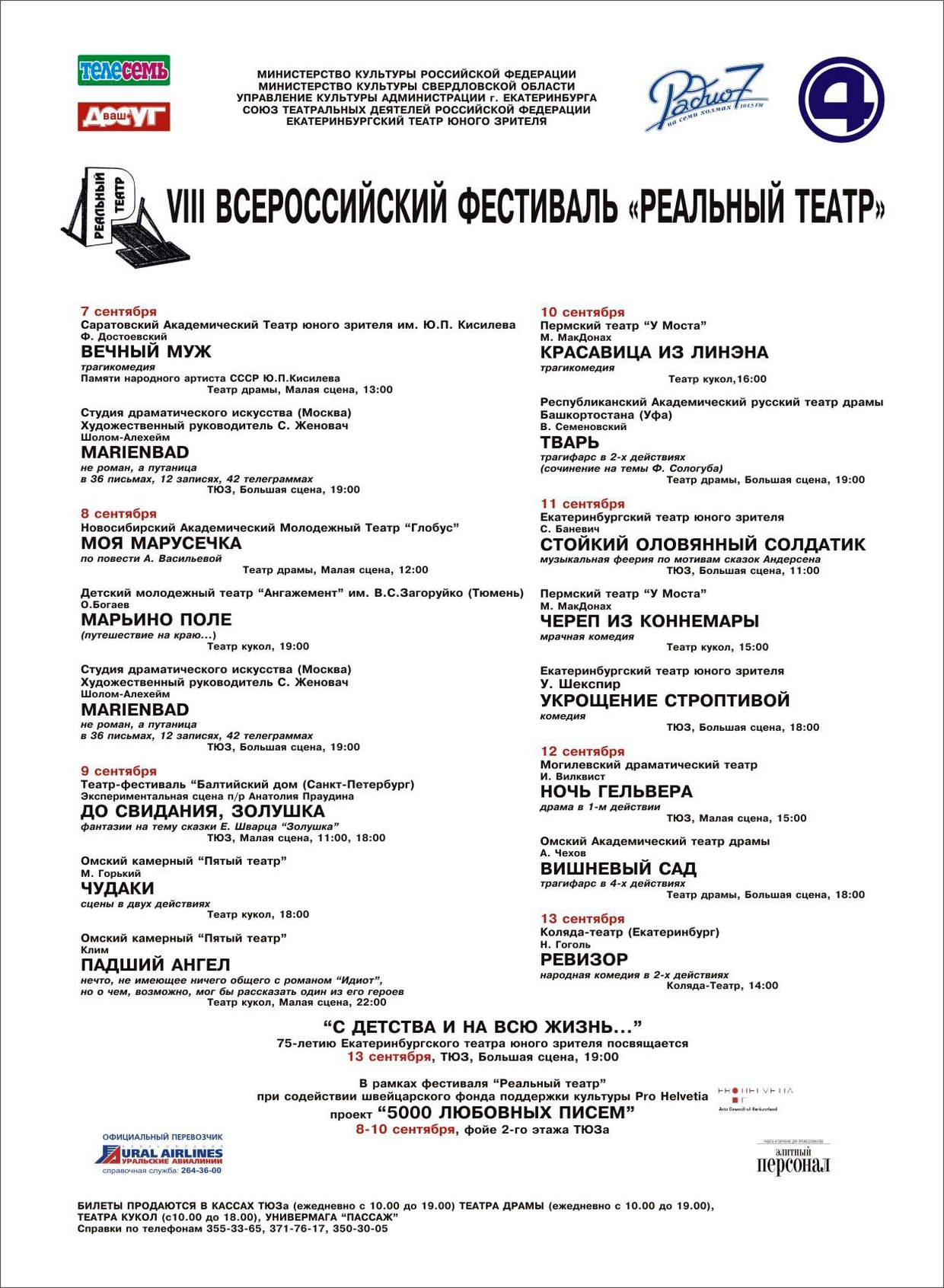
Афиша VIII Всероссийского фестиваля "Реальный театр", 2005 год
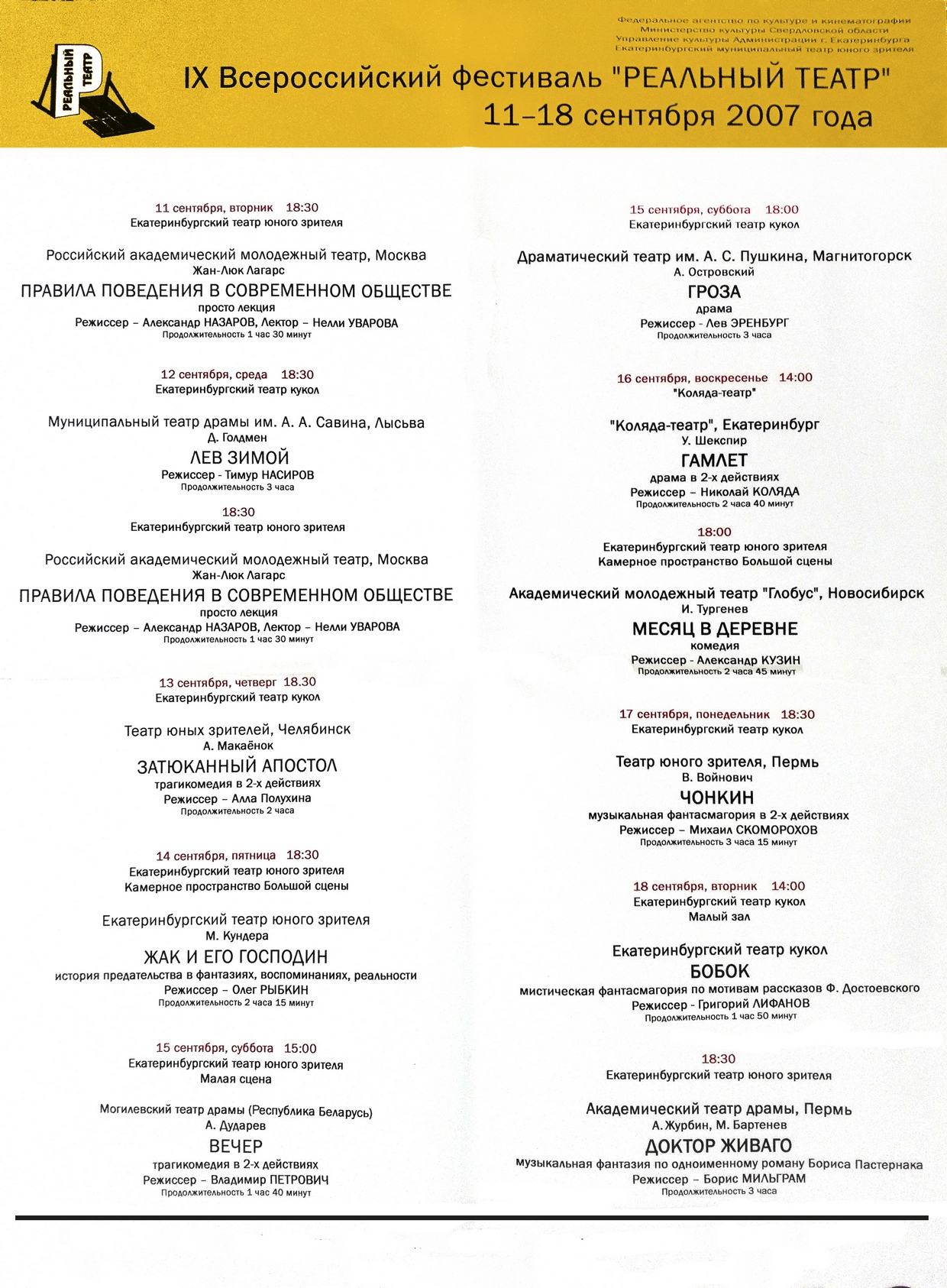
Афиша IX Всероссийского фестиваля "Реальный театр", 2007 год
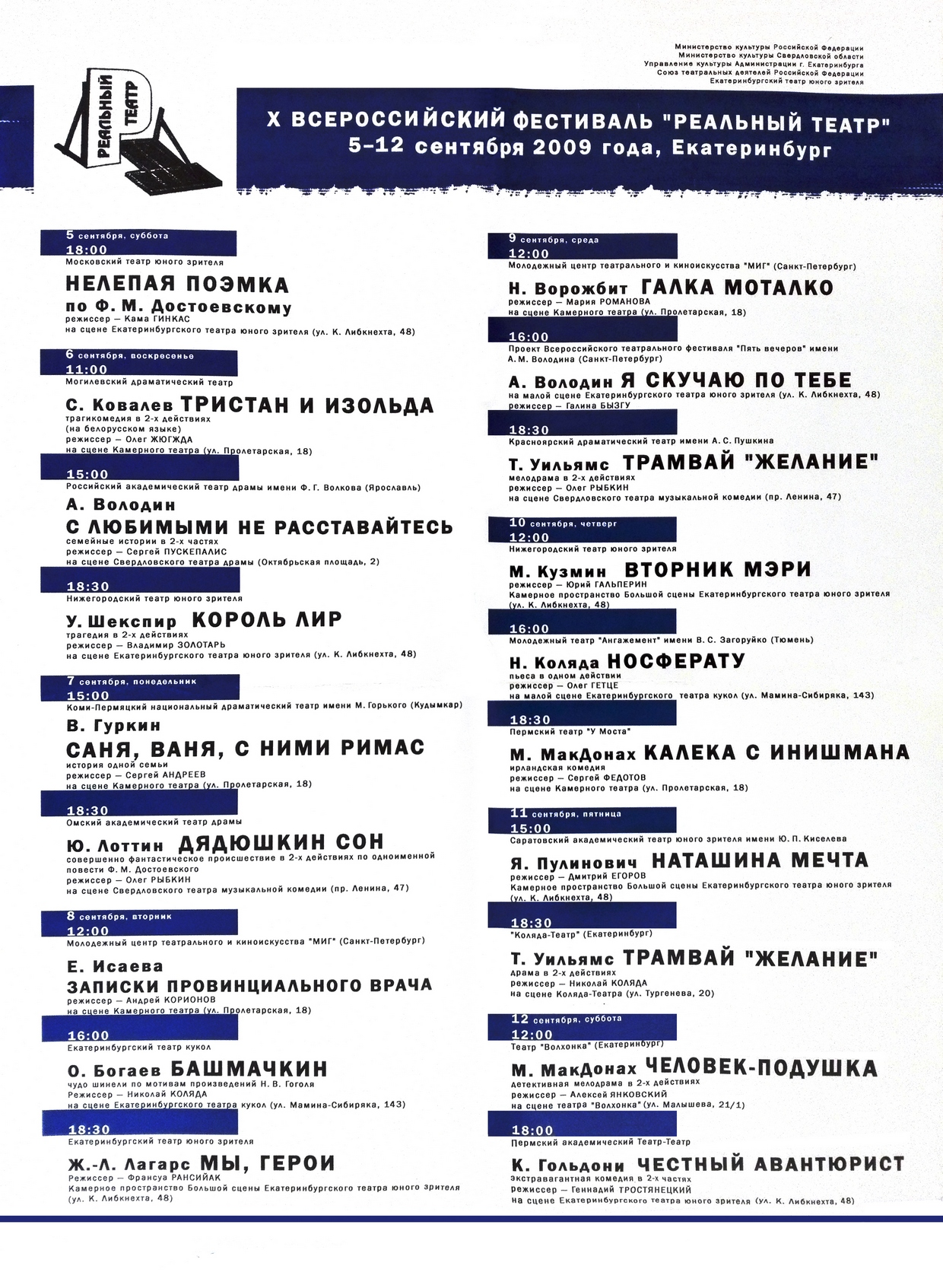
Афиша X Всероссийского фестиваля "Реальный театр", 2009 год
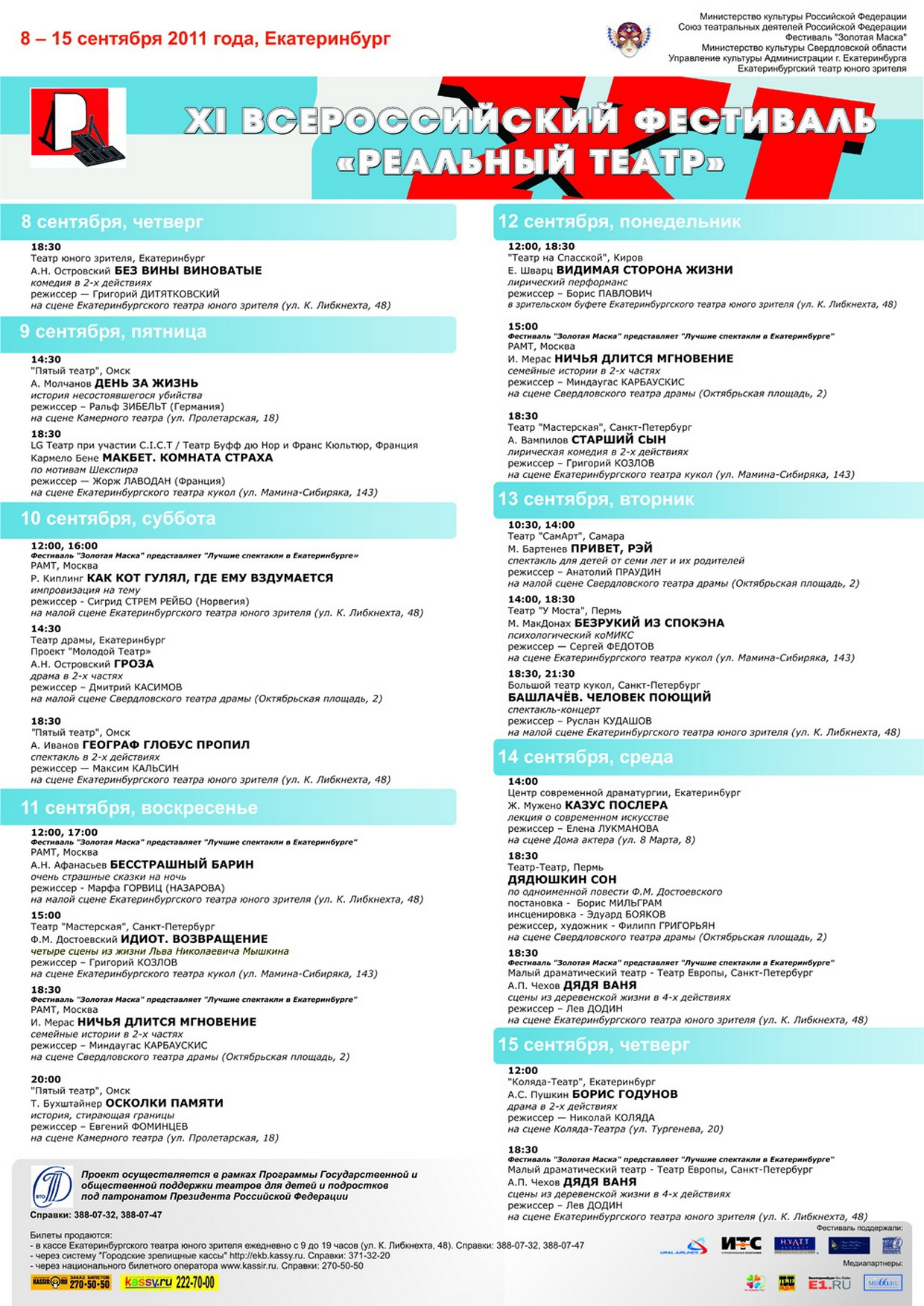
Афиша XI Всероссийского фестиваля "Реальный театр", 2011 год
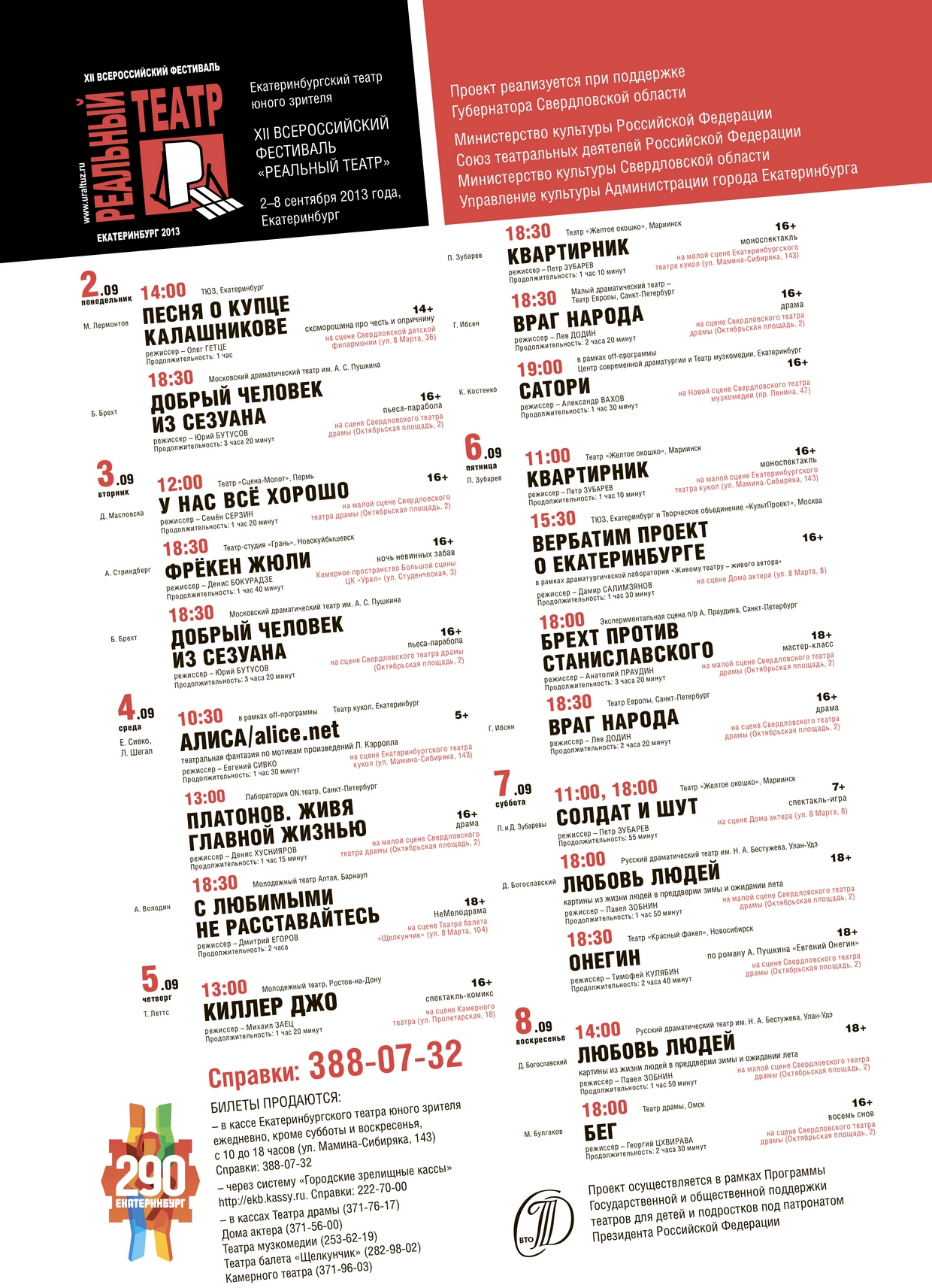
Афиша XII Всероссийского фестиваля "Реальный театр", 2013 год
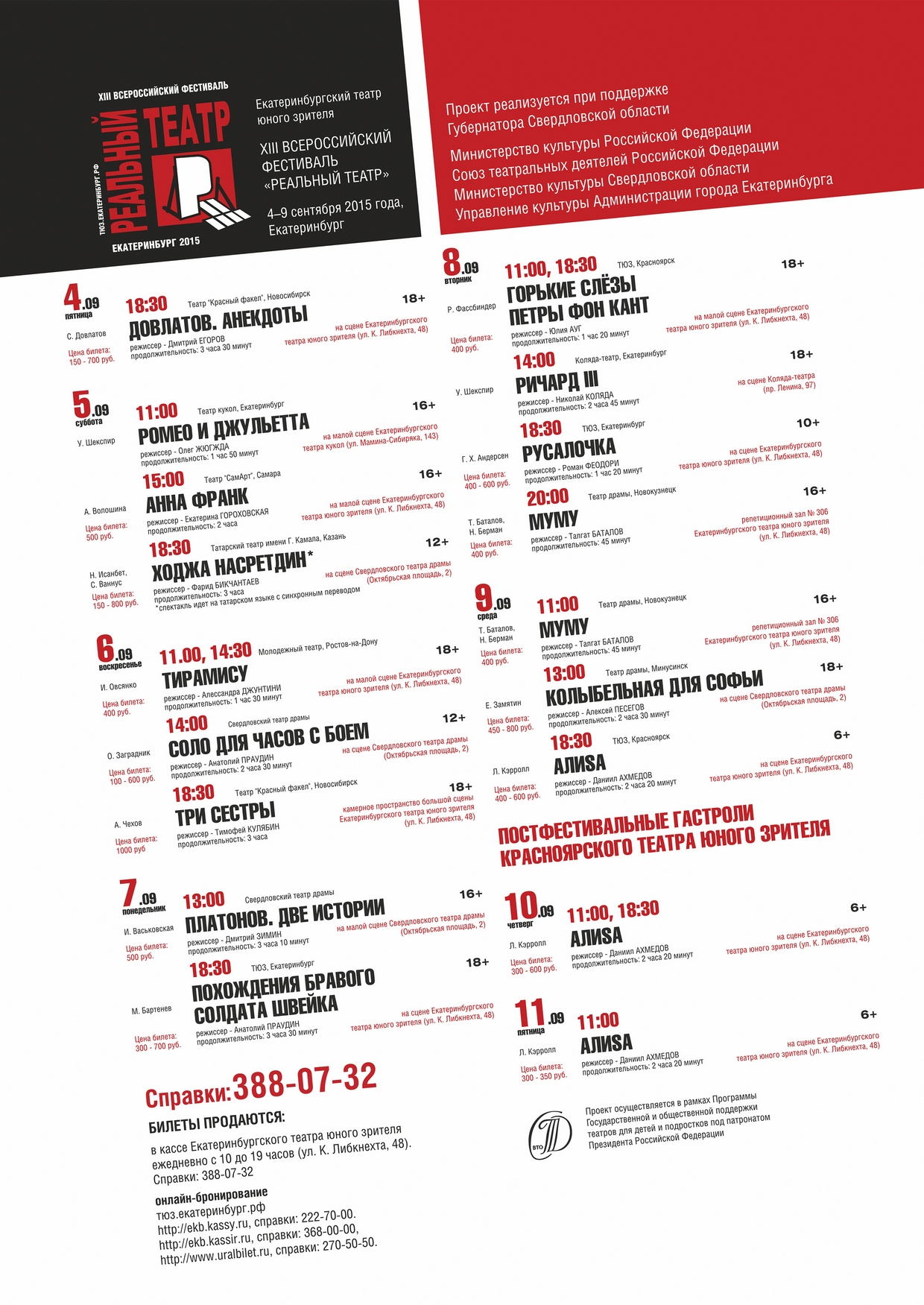
Афиша XIII Всероссийского фестиваля "Реальный театр", 2015 год
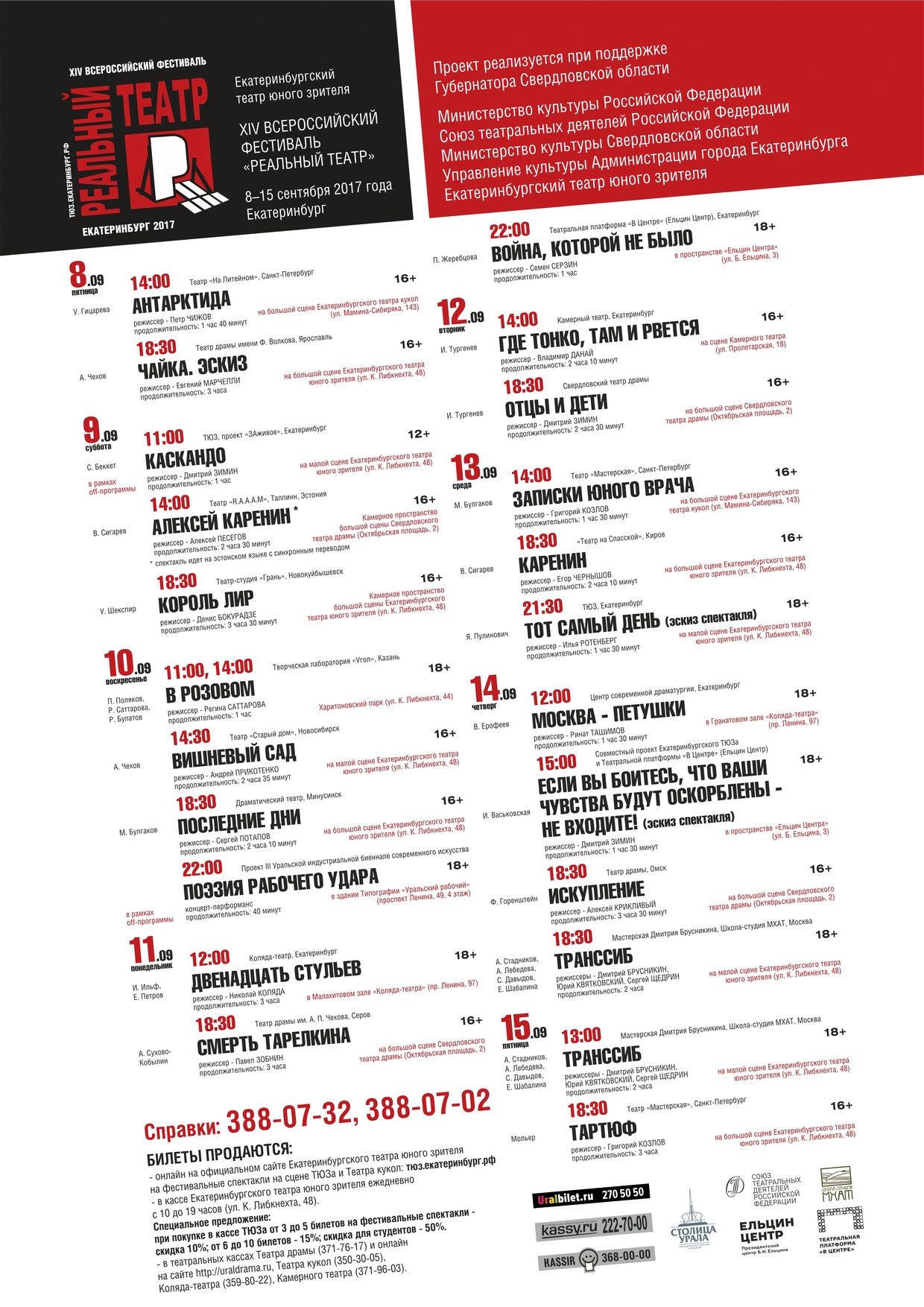
Афиша XIV Всероссийского фестиваля "Реальный театр", 2017 год
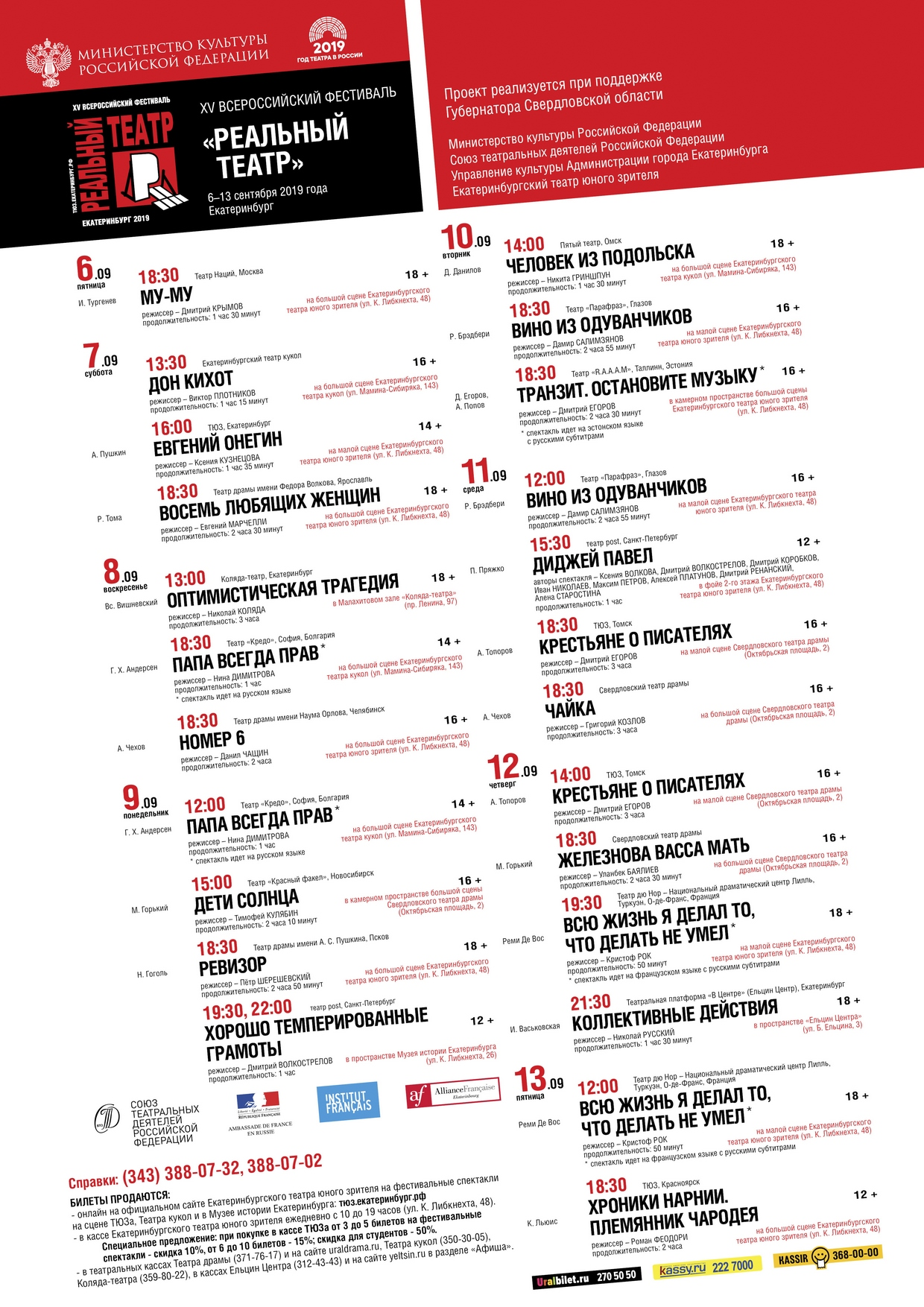
Афиша XV Всероссийского фестиваля "Реальный театр", 2019 год
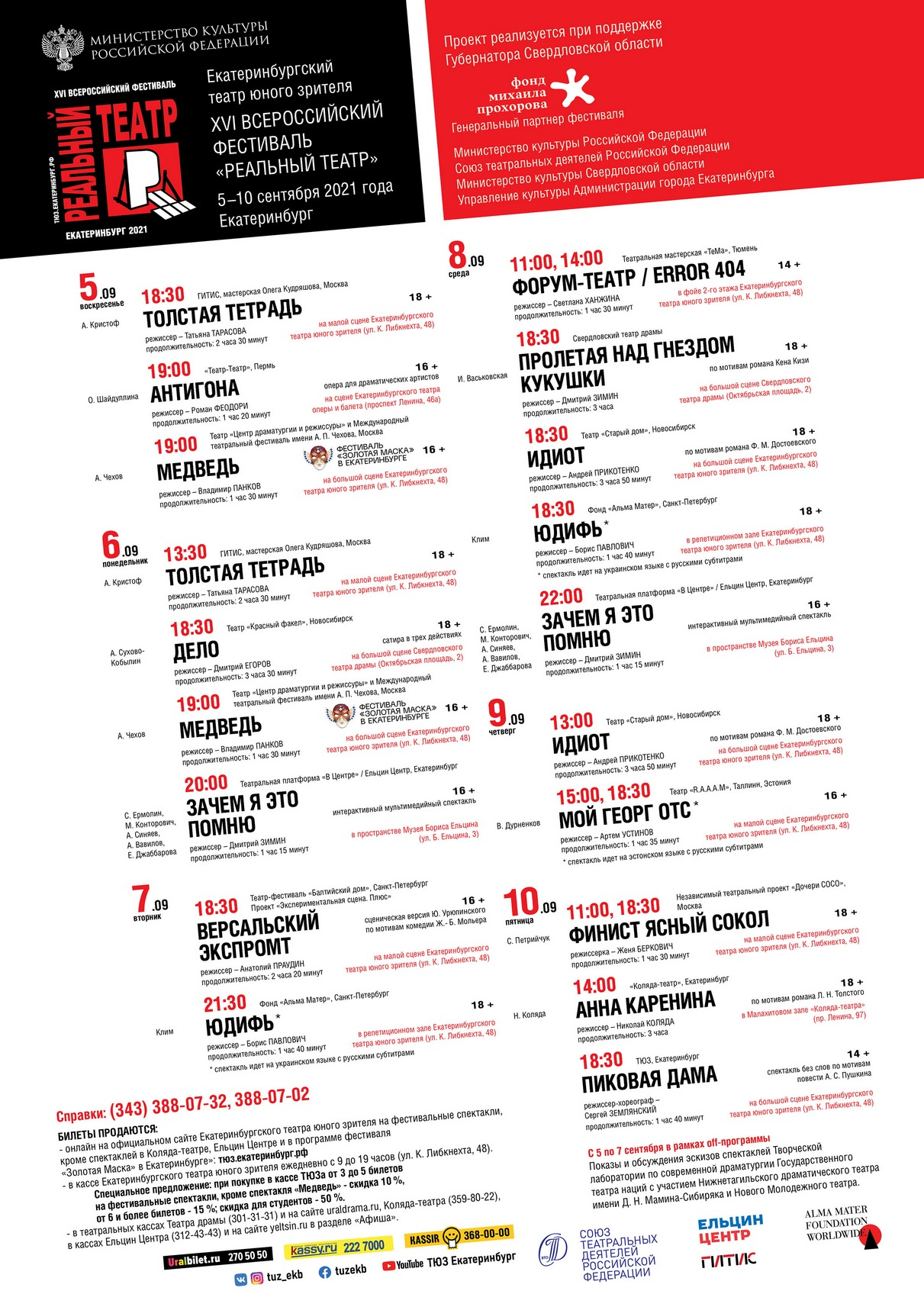
Афиша XVI Всероссийского фестиваля "Реальный театр", 2021 год